# Kedon
Il Kedon (in russo Кедон?) è un fiume dell'estremo oriente russo, affluente di sinistra dell'Omolon (bacino idrografico della Kolyma). Scorre nel Severo-Ėvenskij rajon dell'Oblast' di Magadan.
Nasce dai monti Mol'katy, nel versante settentrionale dell'altopiano della Kolyma, e scorre con direzione mediamente settentrionale su tutto il percorso, attraversando una vasta regione montagnosa (monti del Kedon) e pressoché disabitata; sfocia da sinistra nel medio corso dell'Omolon. I maggiori affluenti sono Levyj Kedon e Omkučan dalla sinistra idrografica, Novaja e Burgačan dalla destra.
Il fiume, analogamente a tutti i fiumi del bacino, è gelato in un periodo che va in media da ottobre a fine maggio.